# Neutraliserend antilichaam
Neutraliserende antilichamen (Engels: neutralizing antibodies) zijn antistoffen die volledige bescherming bieden tegen ziekteverwekkers door hun schadelijke werking tegen te gaan. Niet alle antilichamen die in het lichaam tegen een ziekteverwekkend micro-organisme gevormd worden, zijn neutraliserend. Een deel bindt bijvoorbeeld niet op de juiste plek aan de pathogeen, en heeft daardoor geen of weinig effect. Alleen neutraliserende antilichamen binden zodanig aan het oppervlak van een micro-organisme, dat deze niet langer de gastheercel in kan gaan.
Neutraliserende antilichamen zijn onderdeel van de humorale afweer. Ze worden geproduceerd door B-lymfocyten tegen intracellulaire bacteriën, virussen en microbiële toxinen. Sommige neutraliserende antilichamen werken niet alleen tegen één specifieke soort, maar tegen meerdere verwante soorten (broadly neutralizing antibody). Vaccins worden vaak zo ontworpen dat ze uitsluitend neutraliserende antilichamen opwekken.